# Ruta Nacional 41 (Colombia)
La Ruta Nacional 41 fue una ruta colombiana de tipo troncal que iniciaba en el municipio de Puerto Berrío, departamento de Antioquia y finalizaba en el municipio de Zaragoza, departamento de Antioquia. Era una ruta que buscaba conectar el Magdalena Medio antioqueño con el Bajo Cauca antioqueño uniendo la Ruta Nacional 62 y la Ruta Nacional 25.  

## Antecedentes
La ruta fue establecida en la Resolución 3700 de 1995 y eliminada por la Resolución 339 de 1999 donde sus tramos ahora forman parte de la Red Vial Secundaria del departamento de Antioquia.        
No obstante, bajo la gestión del presidente Juan Manuel Santos, el tramo entre Remedios y Zaragoza hacía parte de las "Autopistas para la Prosperidad" y fue incluida dentro de los proyectos de Vías 4G donde hace parte del proyecto AUTOPISTA CONEXIÓN NORTE: REMEDIOS-ZARAGOZA-CAUCASIA que fue suscrito en diciembre de 2014 e inició obras en febrero de 2015, en dicho proyecto se incluye la construcción de 96 puentes, 1 túnel de 490 metros y 18 kilómetros en carriles de adelantamiento. Aunque el plazo de entrega de obra finalizaba en 2019 el avance de obra no supera el 50% a mayo de 2019.

## Descripción de la Ruta
La ruta estaba dividida de la siguiente manera:

### Ruta eliminada o anterior[4]
| Código | Tipo  | Recorrido                | Situación Actual |
| ------ | ----- | ------------------------ | --- |
| 4101   | Tramo | Puerto Berrío - Remedios | - 62AN29 Carretera Secundaria Departamental (Puerto Berrío - La Ye) - 62AN29-1-1 Carretera Secundaria Departamental (La Ye - Remedios) |
| 4102   | Tramo | Remedios - Zaragoza      | - 25AN17-2 Carretera Secundaria Departamental                                                                                          |

## Municipios
Las ciudades y municipios por los que recorre la ruta son los siguientes:
Convenciones:
- Fondo Azul : Recorrido actual.
- Fondo Gris : Recorrido anterior.
- Negrita: Cabecera municipal.
- Texto azul: Ríos.
- Texto verde: Parques nacionales.

| Tramo | Municipio     | Recorrido                                                                                                  | Departamento |
| ----- | ------------- | --- | ------------ |
| 4101  | Puerto Berrío | Las Flores (Cruce 6206 ); La Primavera (Acceso); Puerto Murillo (Acceso); Bodega Vieja; Río San Bartolomé; | Antioquia    |
| 4101  | Yondó         | Bodegas; La Ye (Acceso 62AN29-1 a Yondó); Chorro de Lágrimas.                                              | Antioquia    |
| 4101  | Remedios      | La Cruz; Santa Lucía; Río Ité; Martaña; Remedios.                                                          | Antioquia    |
| 4102  | Remedios      | Remedios; La Cruzada (Acceso 25AN17-2-2 a Segovia)                                                         | Antioquia    |
| 4102  | Segovia       | El Chispero (Acceso 25AN17-2 a Segovia); Puerto Calavera; Laureles; Río Pocuné; Machuca;                   | Antioquia    |
| 4102  | Zaragoza      | El Cristo; El Cenizo; El Bosque; El Saltillo; El 20; La Aurora; Las Claritas; La Porquera; Zaragoza.       | Antioquia    |

## Concesiones y proyectos
Actualmente la ruta no posee kilómetros entregados en Concesión para su construcción, mejoramiento y operación.